# Erősítés
Az erősítés egyrészt egy vezérelt technológiai folyamat, ami energia felhasználásával a bemenő jelnél nagyobb amplitúdójú (jel erősítés) vagy nagyobb energiájú (teljesítmény erősítés) kimenő jelet eredményez. A jel lehet tetszőleges fizikai mennyiség, például mechanikus, villamos, mágneses jel, az erősítés megvalósításától függően pedig beszélhetünk többek között elektronikus, mágneses, forgógépes, pneumatikus vagy hidraulikus erősítésről.
Másrészt az erősítés fogalom jelentheti ennek a folyamatnak a mértékét, vagyis a kimenő és a bemenő jel nagyságának hányadosát. Jelölése gyakran A, de az alkalmazástól függően más is lehet. Ekkor az erősítés egy dimenzió nélküli szám, amelyet egyes szakterületeken - például híradástechnikában - decibelben fejeznek ki. Egy jel erősítését teljesítményerősítésként megadva az amplitúdóerősítés négyzetét kapjuk, ezért a decibelben megadott erősítések esetén – a félreértések elkerülése érdekében – a teljesítményerősítést a jel- vagy amplitúdóerősítéstől eltérően számítják át. Egy {\displaystyle i_{ki}(t)/i_{be}(t)=A} jelerősítés esetén

{\displaystyle A_{dB}=20\log _{10}A=20\log _{10}{\frac {i_{ki}(t)}{i_{be}(t)}}}
és

{\displaystyle A_{p,dB}=10\log _{10}A_{p}=10\log _{10}{\frac {i_{ki}^{2}(t)}{i_{be}^{2}(t)}}=20\log _{10}{\frac {i_{ki}(t)}{i_{be}(t)}}}
Egységnél vagy 0 dB-nél kisebb erősítést csillapításnak is neveznek, csillapításhoz nem szükséges külső energiaforrás.